# UCD American Football
La UCD American Football è la squadra di football americano, dello University College Dublin, in Irlanda; gioca il campionato irlandese. Fondata nel 2007, ha vinto la IAFL-1 nel 2014 e lo Shamrock Bowl nel 2022.

## Dettaglio stagioni

### Tornei nazionali

#### Campionato

##### IAFL/Shamrock Bowl Conference/AFI Premier Division
| Stagione | regular season | regular season | regular season | regular season | regular season | regular season | playoff | playoff | playoff | playoff | playoff | playoff    | playoff         |
|          | Vin            | Par            | Per            | Tot            | PF             | PS             | Vin     | Per     | Tot     | PF      | PS      | risultato  | avversaria      |
| -------- | -------------- | -------------- | -------------- | -------------- | -------------- | -------------- | ------- | ------- | ------- | ------- | ------- | ---------- | --------------- |
| 2010     | 2              | 0              | 6              | 8              | 68             | 198            | -       | -       | -       | -       | -       | -          | -               |
| 2011     | 4              | 0              | 4              | 8              | 172            | 130            | -       | -       | -       | -       | -       | -          | -               |
| 2012     | 4              | 0              | 4              | 8              | 192            | 127            | -       | -       | -       | -       | -       | -          | -               |
| 2013     | 3              | 0              | 4              | 7              | 102            | 95             | 0       | 1       | 1       | 12      | 19      | Wild Card  | UL Vikings      |
| 2015     | 3              | 0              | 5              | 8              | 135            | 125            | 0       | 1       | 1       | 12      | 20      | Wild Card  | UL Vikings      |
| 2016     | 6              | 1              | 1              | 8              | 209            | 67             | 0       | 1       | 1       | 7       | 10      | Semifinale | Belfast Trojans |
| 2017     | 3              | 0              | 5              | 8              | 181            | 265            | 0       | 1       | 1       | 18      | 20      | Wild Card  | Belfast Trojans |
| 2018     | 8              | 0              | 0              | 8              | 253            | 114            | 0       | 1       | 1       | 13      | 14      | Semifinale | Cork Admirals   |
| 2019     | 5              | 1              | 2              | 8              | 205            | 125            | 0       | 1       | 1       | 0       | 14      | Semifinale | Belfast Trojans |
| 2022     | 6              | 1              | 1              | 8              | 289            | 116            | 2       | 0       | 2       | 96      | 30      | Campioni   | Dublin Rebels   |
| Totale   | 44             | 3              | 32             | 79             | 1806           | 1362           | 2       | 6       | 8       | 158     | 127     |            |                 |

Fonti: Enciclopedia del Football - A cura di Massimo Mezzetti

##### IAFL1 Conference
| Stagione | regular season | regular season | regular season | regular season | regular season | regular season | playoff | playoff | playoff | playoff | playoff | playoff   | playoff       |
|          | Vin            | Par            | Per            | Tot            | PF             | PS             | Vin     | Per     | Tot     | PF      | PS      | risultato | avversaria    |
| -------- | -------------- | -------------- | -------------- | -------------- | -------------- | -------------- | ------- | ------- | ------- | ------- | ------- | --------- | ------------- |
| 2014     | 6              | 0              | 2              | 8              | 250            | 18             | 1       | 0       | 1       | 40      | 0       | Campioni  | Cork Admirals |
| Totale   | 6              | 0              | 2              | 8              | 250            | 18             | 1       | 0       | 1       | 40      | 0       |           |               |

Fonti: Enciclopedia del Football - A cura di Massimo Mezzetti

##### IAFA DV8 Development League
| Stagione | regular season | regular season | regular season | regular season | regular season | regular season | playoff | playoff | playoff | playoff | playoff | playoff   | playoff    |
|          | Vin            | Par            | Per            | Tot            | PF             | PS             | Vin     | Per     | Tot     | PF      | PS      | risultato | avversaria |
| -------- | -------------- | -------------- | -------------- | -------------- | -------------- | -------------- | ------- | ------- | ------- | ------- | ------- | --------- | ---------- |
| 2009     | 6              | 0              | 2              | 8              | 202            | 115            | -       | -       | -       | -       | -       | -         | -          |
| 2010     | 1              | 0              | 1              | 2              | 35             | 26             | -       | -       | -       | -       | -       | -         | -          |
| Totale   | 7              | 0              | 3              | 10             | 237            | 141            | -       | -       | -       | -       | -       |           |            |

Fonti: Enciclopedia del Football - A cura di Massimo Mezzetti

### Riepilogo fasi finali disputate
| Anno           | Luogo    | Evento                   | Fase del torneo | Incontro                                    | Risultato |
| 23 giugno 2013 |          | Shamrock Bowl Conference | Wild Card       | UL Vikings - University College Dublin      | 19 - 12   |
| 17 agosto 2014 |          | IAFL1 Conference         | IAFL1 Bowl      | Cork Admirals - University College Dublin   | 0 - 40    |
| 19 luglio 2015 |          | Shamrock Bowl Conference | Wild Card       | UL Vikings - University College Dublin      | 20 - 12   |
| 24 luglio 2016 |          | Shamrock Bowl Conference | Semifinale      | University College Dublin - Belfast Trojans | 7 - 10    |
| 23 luglio 2017 | Belfast  | Shamrock Bowl Conference | Wild Card       | Belfast Trojans - University College Dublin | 20 - 18   |
| 5 agosto 2018  | Belfield | Shamrock Bowl Conference | Semifinale      | University College Dublin - Cork Admirals   | 13 - 14   |
| 21 luglio 2019 | Belfast  | Shamrock Bowl Conference | Semifinale      | Belfast Trojans - University College Dublin | 14 - 0    |
| 7 agosto 2022  |          | AFI Premier Division     | Shamrock Bowl   | Dublin Rebels - University College Dublin   | 24 - 52   |

## Palmarès
- 1 Shamrock Bowl (2022)
- 1 IAFL-1 Bowl (2014)
- 4 College Bowl (2014, 2017, 2018, 2019)